# Phrynobatrachidae
Phrynobatrachidae is een familie van kikkers (Anura). De groep werd voor het eerst wetenschappelijk beschreven door Raymond Ferdinand Laurent in 1941. Oorspronkelijk werd de wetenschappelijke naam Phrynobatrachinae gebruikt.
Er is nog geen Nederlandstalige naam voor deze familie, die 89 soorten telt. Twee soorten zijn pas sinds 2015 wetenschappelijk beschreven. Alle soorten behoren tot het geslacht Phrynobatrachus.
De Phrynobatrachidae komen voor in Afrika, ten zuiden van de Sahara.

## Taxonomie
Familie Phrynobatrachidae
- Geslacht Phrynobatrachus (Günther, 1862)

Allophrynidae · 
Alsodidae · 
Alytidae · 
Aromobatidae · 
Arthroleptidae · 
Myobatrachidae · 
Batrachylidae · 
Blaasoppies · 
Bombinatoridae · 
Boomkikkers · 
Brachycephalidae · 
Calyptocephalellidae · 
Ceratobatrachidae · 
Ceratophryidae · 
Conrauidae · 
Craugastoridae · 
Cycloramphidae · 
Dicroglossidae · 
Echte kikkers · 
Eleutherodactylidae · 
Fluitkikkers · 
Glaskikkers · 
Gouden kikkers · 
Graafkikkers · 
Hemiphractidae · 
Hylodidae · 
Knoflookpadden · 
Limnodynastidae · 
Megophryidae · 
Mexicaanse gravende padden · 
Micrixalidae · 
Microhylidae · 
Nasikabatrachidae · 
Nieuw-Zeelandse oerkikkers · 
Nyctibatrachidae · 
Odontobatrachidae · 
Odontophrynidae · 
Padden · 
Pelodytidae · 
Petropedetidae · 
Phrynobatrachidae · 
Pijlgifkikkers · 
Ptychadenidae · 
Pyxicephalidae · 
Ranixalidae · 
Rhinodermatidae · 
Rietkikkers · 
Scaphiopodidae · 
Schuimnestboomkikkers · 
Seychellenkikkers · 
Spookkikkers · 
Staartkikkers · 
Telmatobiidae · 
Tongloze kikkers